# Églises baptistes réformées
Les Églises baptistes réformées aussi appelés baptistes particulières ou baptistes calvinistes, sont des églises baptistes et calvinistes, et adhèrent généralement aux confessions de foi baptistes de Londres de 1644 et 1689. 

## Histoire
Le mouvement remonte à la publication de la confession de foi baptiste (1644) par sept églises baptistes,. La confession n'est pas considérée comme exhaustive ou totalement infaillible par ses adhérents, mais elle est considérée comme un résumé des croyances du mouvement. Les baptistes réformés essayent de fonder toute leur doctrine directement de la Bible, laquelle est perçue comme l'unique autorité en matière de foi et de pratique.
Du baptisme réformé est issu l'hyper-calvinisme, une doctrine qui insiste sur la prédestination au point de soutenir que l'appel de l'évangile à « se repentir et croire » n'a pas été adressé à tous les hommes, mais seulement aux élus. Toujours  minoritaire, cette idée n'est plus présente que dans quelques petites communautés.

## Dans le monde
L’Association des Églises réformées baptistes d'Amérique (Association of Reformed Baptist Churches of America) déclare 59 églises en 2018.

## Croyances
Les croyances du mouvement sont rassemblées dans la confession de foi baptiste (1644). Elle reprend la doctrine de l’Église de professants et du baptême du croyant.